# Podothecus accipenserinus
Podothecus accipenserinus är en fiskart som först beskrevs av Tilesius, 1813.  Podothecus accipenserinus ingår i släktet Podothecus och familjen pansarsimpor. Inga underarter finns listade i Catalogue of Life.